# Dargoire
Dargoire is een gemeente in het Franse departement Loire (regio Auvergne-Rhône-Alpes) en telt 409 inwoners (1999). De plaats maakt deel uit van het arrondissement Saint-Étienne.

## Geografie
De oppervlakte van Dargoire bedraagt 1,9 km², de bevolkingsdichtheid is 215,3 inwoners per km².
De onderstaande kaart toont de ligging van Dargoire met de belangrijkste infrastructuur en aangrenzende gemeenten.

## Demografie
Onderstaande figuur toont het verloop van het inwonertal (bron: INSEE-tellingen).